# Dorit Beinisch

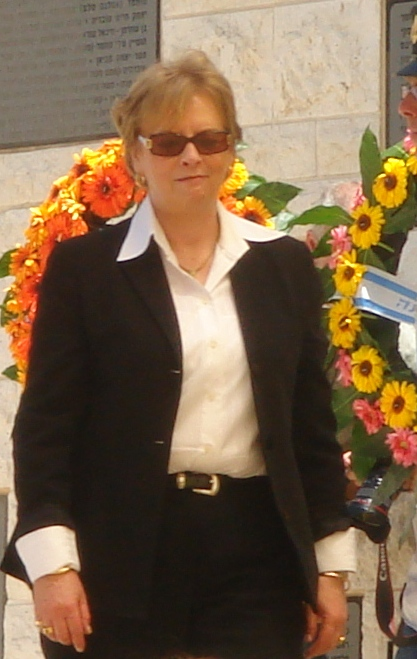
Dorit Beinisch

Dorit Beinisch (nascida 1942 em Tel Aviv, Israel, então om mandato Britânico da Palestina) é uma jurista israelense e a atual presidente da Suprema Corte de Israel.